# マークI手榴弾
マークI手榴弾（マークワンしゅりゅうだん、Mk I Grenade、あるいはMk 1 grenade）は第一次世界大戦中のアメリカで採用された破片手榴弾。設計者によれば、「最も単純」(simplest)かつ、最も「信頼しうる」(fool-proof)手榴弾であったという。しかし実戦で致命的な問題が発生したため、第一次世界大戦終結前に制式手榴弾の座を退いた。

## 概要
マークI手榴弾は時限信管式の破片手榴弾であり、表面には32個の刻み目がある。安全レバーを押さえたままで安全ピンを抜き、信管頭頂部の保護カバーを外すと使用状態になる。投擲するなどレバーから手を放すとバネの力でレバーが外れ、次いで撃鉄がキャップ部を押しこむことによって時限信管が作動する。

## 歴史
第一次世界大戦に参戦した時点で、アメリカは独自の破片手榴弾の開発に着手していなかった。そのため、アメリカ軍ではしばしばイギリス製のミルズ型手榴弾やフランス製のF1手榴弾が支給されていた。アメリカにおける手榴弾の開発は、F1手榴弾を参考とする形で始められた。こうして完成した国産手榴弾は、マークI手榴弾の名称で1917年に採用された。
しかし実戦に投入されると、直ちに致命的な欠陥が露呈した。マークI手榴弾の信管は構造上極めて信頼性が低く、投擲後も正確に点火せずそのまま投げ返されるという事例が相次いだ。さらにこれらの不発弾は、投げ返された際に点火・爆発することのほうが多かったと言われている。この重大な欠陥を理由にマークI手榴弾は採用後まもなく生産中止となった。
その後、マークI手榴弾を改良したマークII手榴弾が設計されたものの、採用前に第一次世界大戦は終結した。在庫となっていたマークI手榴弾の部品や工場設備はマークII手榴弾の製造のために転用された。